# Желдиозек
Желдиозек (каз. Желдіөзек, до 2010 г. — Горняк) — село в Уланском районе Восточно-Казахстанской области Казахстана. Входит в состав Аблакетского сельского округа. Код КАТО — 636233400.

## Население
В 1999 году население села составляло 191 человек (97 мужчин и 94 женщины). По данным переписи 2009 года, в селе проживало 225 человек (116 мужчин и 109 женщин).